# 城北ジャンクション
城北ジャンクション（しろきたジャンクション）とは、大阪府大阪市の旭区中宮にある阪神高速道路12号守口線のジャンクションである。
守口方面から森小路方面、森小路方面から守口方面へは利用することができないハーフJCTとなっている。
NEXCO3社の公式サイトのルート検索地図には「城北ジャンクション」の記載があるが、正式名称ではないらしく、阪神高速道路発行の地図や同社公式サイトには記載がなくジャンクションとして扱われてさえいない。ただし、阪神高速道路公団時代に「中宮町インターチェンジ」と呼ばれていたことがある。

## 道路
- 阪神高速12号守口線

## 隣
阪神高速12号守口線 （本線）
(12-05) 都島入口 - (12-06) 城北出口 - 城北JCT - (12-08) 守口出入口
阪神高速12号守口線 （森小路線）
城北JCT - 森小路ミニPA - (12-07) 森小路出入口